# Провокация (гражданское право)
Провока́ция (устаревшее, от лат. provocatio ad [agendum] — призыв к [действию]) — в гражданском праве понуждение истца к предъявлению иска вопреки общему правилу, в силу которого предъявление или непредъявление иска и сам срок предъявления предоставлены всецело на усмотрение истца. В настоящее время не используется.

## Происхождение
Из римского права в новое время перешли две формы провокации: 
- лат. provocatio ex lege diffamari (в связи с диффамацией). Если A утверждал, что имеет притязания к B, например, о неплатеже долга или о незаконности рождения, и эти утверждения могли наносить вред B, подрывая его кредит, то B мог просить суд о вызове A для предъявления притязания, которое он будто бы имеет к B; если же A уклонялся от предъявления в суде иска в назначенный срок, то он присуждался к молчанию.
- лат. provocatio ex lege si contendat (в связи с возможной утратой аргументов). Если А имел против возможного предъявления к нему иска со стороны В какие-либо возражения, которые с течением времени могли потерять силу, а В выжидал именно того момента, когда А останется без средств защиты, то А мог обратиться в суд с просьбой о понуждении В к предъявлению иска; причем в случае уклонения В от предъявления иска возражения не теряли своей силы и на будущее время.

## Переход к установительным искам
Исторически, законодательства европейских стран и, вслед за ними, Российской империи (в остейзском праве в 1889 году) заменили провокации установительными исками.  В установительном иске рассматривается признание как несуществования, так и существования юридического отношения между данными лицами. Такой иск имеет целью не присуждение ответчика к известным действиям или к воздержанию от них, а лишь признание судом юридического отношения ещё до наступления основания к предъявлению иска на общих началах (например решение вопроса о подлинности или неподлинности документа ещё до наступления срока взыскания по этому документу).